# Kaliningrad oblast

Kaliningrads läge i Europa.

Kaliningrad oblast (ryska: Калининградская область, tr. Kaliningradskaja oblast) är en rysk exklav vid Östersjöns kust utan landförbindelse med övriga Ryssland. Kaliningrad oblast omges av Litauen och Polen och sträcker sig över en yta på 15 100 km² och har cirka 950 000 invånare.

## Historia
Provinshuvudstad i denna oblast är Kaliningrad (tidigare Königsberg) som har haft historisk betydelse både som stor stad i Preussen och som huvudort i den tidigare tyska provinsen Ostpreussen. I slutet av andra världskriget invaderade sovjetiska trupper området och rykten om massakrer fick stora delar av den tysktalande befolkningen att fly västerut. De tyskar som var kvar efter krigets slut deporterades och ersattes till största delen av människor från Ryssland men även med folk från Belarus och Ukraina. Omkring 2 miljoner tyskar beräknas ha tvingats lämna området för att ge plats åt ryska bosättare.
Ursprungligen var det meningen att Polen skulle ta över hela Ostpreussen inklusive Königsberg, men då Stalin ville ha en isfri hamn för den sovjetiska flottan krävde han att norra delen av Ostpreussen skulle införlivas med Ryska SFSR, i dåvarande Sovjetunionen, medan södra delen av Ostpreussen överlämnades till Polen där det i dag utgör Ermland-Masuriens vojvodskap. Jaltakonferensen som ägde rum kort före krigsslutet gav området till Sovjetunionen. Nordligaste kustområdet Memelområdet tillföll Litauen som då också var en del av Sovjetunionen.
Oblastet bildades kort efter krigsslutet, första året kallat Kjonigsberg oblast och sedan 1946 Kaliningrad oblast, efter den nyss avlidne sovjetiske ledaren Michail Kalinin.
Det var i många år ett stängt område som krävde tillstånd för att besöka, nästan omöjligt att få för utlänningar.
Efter Sovjetunionens upplösning 1991 blev Kaliningrad en exklav skild från Ryska federationen. Efter det att Litauen och Polen blev medlemmar i EU krävs visum för exklavens invånare som vill resa landvägen till övriga Ryssland, liksom det krävs visum för kringliggande länders medborgare för att besöka området.
År 1996 fick oblasten status som särskild ekonomisk zon. Man räknas också som en av landets ekonomiska regioner, men annars är oblasten jämställt med andra ryska oblast. År 2010 publicerade den tyska tidskriften Der Spiegel uppgifter som hävdade att sovjetledningen inför återföreningen av Tyskland hade erbjudit Västtyskland Kaliningrad mot betalning, något som dock förnekas av Sovjetunionens sista ledare Michail Gorbatjov. Dock så är det känt att den dåvarande sovjetledningen var i stort behov av att säkra stora lån från den tyska regeringen. Dåvarande Västtyskland ska dock menat att en återförening var landets prioritet och menade samtidigt att Kaliningradregionen var ett sovjetiskt problem.

## Befolkning
Efter fördrivningen av tyskar från området har Kaliningrad oblast en övervägande slavisk befolkning. Av cirka en miljon invånare var 786 885 etniska ryssar (82 procent), 50 748 belarusier (5,3 procent) och 47 229 ukrainare (5 procent) enligt 2002 års folkräkning.

## Näringsliv
Kaliningrad oblast är ett av de mest militariserade områdena i Ryska federationen och den ryska armén är en stor arbetsgivare. Området är bland annat högkvarter för ryska Östersjöflottan och för flygbaserna i Kaliningrad Tjkalovsk, Tjernjachovsk och Donskoje. Arbetslösheten är för övrigt mycket hög i jämförelse med resten av Ryssland. Andra näringar är fiske, skeppsbyggnad, järnvägsindustri och utvinning av bärnsten.